# 북제서
| 이름          | 저자                 | 권수 |
| ------------- | -------------------- | ---- |
| 사기          | 전한·사마천          | 130  |
| 한서          | 후한·반고·배인       | 100  |
| 후한서        | 유송·범엽·배송지     | 120  |
| 삼국지        | 서진·진수·배잠       | 65   |
| 진서(晉書)    | 당·방현령·배행검 등  | 130  |
| 송서          | 양·심약              | 100  |
| 남제서        | 양·소자현            | 59   |
| 양서          | 당·요사렴            | 56   |
| 진서(陳書)    | 당·요사렴            | 36   |
| 위서          | 북제·위수            | 114  |
| 북제서        | 당·이백약            | 50   |
| 주서          | 당·영호덕분 등       | 50   |
| 수서          | 당·위징 등           | 85   |
| 남사          | 당·이연수            | 80   |
| 북사          | 당·이연수            | 100  |
| 구당서        | 후진·유후 등         | 200  |
| 신당서        | 송·구양수 등         | 225  |
| 구오대사      | 송·설거정 등         | 150  |
| 신오대사      | 송·구양수            | 74   |
| 송사          | 원·토크토 등         | 496  |
| 요사          | 원·토크토 등         | 116  |
| 금사          | 원·토크토 등         | 135  |
| 원사          | 명·송렴 등           | 210  |
| 명사          | 청·장정옥 등         | 332  |
| 신원사*       | 중화민국·커샤오민 등 | 257  |
| 청사고*       | 중화민국·자오얼쑨 등 | 536  |
| v • d • e • h |                      |      |

《북제서》(北齊書)는 당나라 관리 이백약(李百藥, 564년 ~ 647년)이 쓴 기전체 역사서로 이십사사 중의 하나이다. 제기 8권과 열전 42권, 합계 50권으로 구성되어 있고, 636년(정관 10년) 완성된 동위(東魏, 534년 ~ 550년), 북제(北齊, 550년 ~ 577년)의 역사를 기록한 정사이다. 이백약의 아버지인 이덕림이 쓴 기전체로 전27권의 《북제사》가 존재하고 있었고, 그것이 수나라 때 이르러 38편에 편찬을 추가하였다. 이백약은 아버지로 사서(史書)에 오른 왕소가 《북제지》에서 얻은 자료를 더하여 본서를 완성시켰던 것이다. 본서에는 외국전은 존재하지 않는다.
18권은 이백약이 쓴 문장이 남아 있다.(4권, 13권, 16-25권, 41-45, 50권) 나머지는 소실되었기 때문에 후대의 사람이 《북사》 등의 여러 책에서 보충했다. 원래의 명칭은 《제서》(齊書)였지만, 송대 이후에 소자현의 《남제서》와 구별하기 위해 《북제서》(北齊書)라고 부르게 되었다.
《사통》(史通)을 저술한 류지기는 본서에 대해서 왕소의 《북제지》(北齊志)나 송효왕의 《관동풍속전》 보다 못하다는 매우 엄한 평가를 내리고 있다.

## 내용

### 제기(帝紀)
| ### | ###   | 제목               | 군주           | 시기(음력)                                                         | 비고 |
| --- | ----- | ------------------ | -------------- | ------------------------------------------------------------------ | ---- |
| 권1 | 제기1 | 신무제 (神武帝) 상 | 고환(高歡)     | 525년 ~ 533년 (북위 효창(孝昌) 원년 ~ 북위 영희(永熙) 2년)         |      |
| 권2 | 제기2 | 신무제 (神武帝) 하 | 고환(高歡)     | 534년 1월 ~ 547년 8월 (동위 천평(天平) 원년 ~ 동위 무정(武定) 5년) |      |
| 권3 | 제기3 | 문양제 (文襄帝)    | 고징(高澄)     | 546년 11월 ~ 549년 8월 (동위 무정(武定) 4년 ~ 동위 무정(武定) 7년) |      |
| 권4 | 제기4 | 문선제 (文宣帝)    | 문선제(文宣帝) | 549년 8월 ~ 559년 10월 (동위 무정(武定) 7년 ~ 천보(天保) 10년)     |      |
| 권5 | 제기5 | 폐제 (廢帝)        | 제남왕(濟南王) | 559년 10월 ~ 560년 8월 (천보(天保) 10년 ~ 건명(乾明) 원년)         |      |
| 권6 | 제기6 | 효소제 (孝昭帝)    | 효소제(孝昭帝) | 560년 3월 ~ 561년 11월 (건명(乾明) 원년 ~ 황건(皇建) 2년)          |      |
| 권7 | 제기7 | 무성제 (武成帝)    | 무성제(武成帝) | 561년 11월 ~ 565년 4월 (태녕(太寧) 1년 ~ 하청(河淸) 4년)           |      |
| 권8 | 제기8 | 후주 (後主)        | 후주(後主)     | 565년 4월 ~ 577년 1월 (천통(天統) 원년 ~ 승광(承光) 원년)          |      |
| 권8 | 제기8 | 유주 (幼主)        | 유주(幼主)     | 565년 4월 ~ 577년 1월 (천통(天統) 원년 ~ 승광(承光) 원년)          |      |

### 열전(列傳)
| ###  | ###    | 부제                     | 목록 | 비고 |
| ---- | ------ | ------------------------ | --- | ---- |
| 권9  | 열전1  | 후비 (后妃)              | 신무누황후(神武婁皇后), 문양원황후(文襄元皇后), 문선이황후(文宣李皇后), 효소원황후(孝昭元皇后), 무성호황후(武成胡皇后), 후주곡률황후(後主斛律皇后), 후주호황후(後主胡皇后), 후주목황후(後主穆皇后) |      |
| 권10 | 열전2  | 고조 11왕 (高祖十一王)   | 영안간평왕 준(永安簡平王 浚), 평양정익왕 엄(平陽靖翼王 淹), 팽성경사왕 유(彭城景思王 浟), 상당강숙왕 환(上党剛肅王 渙), 양성경왕 육(襄城景王 淯), 임성왕 개(任城王 湝), 고양강목왕 식(高陽康穆王 湜), 박릉간문왕 제(博陵文簡王 濟), 화산왕 응(華山王 凝), 풍익왕 윤(馮翊王 潤), 한양경회왕 흡(漢陽敬懷王 洽) |      |
| 권11 | 열전3  | 문양제 6왕 (文襄六王)    | 하남강서왕 효유(河南康舒王 孝瑜), 광녕왕 효형(廣寧王 孝珩), 하간왕 효완(河間王 孝琬), 난릉충무왕 효관(蘭陵忠武王 孝瓘), 안덕왕 연종(安德王 延宗), 어양왕 소신(漁陽王 紹信) |      |
| 권12 | 열전4  | 문선제 4왕 (文宣四王)    | 태원왕 소덕(太原王 紹德), 범양왕 소의(范陽王 紹義), 서하왕 소인(西河王 紹仁), 농서왕 소렴(隴西王 紹廉) |      |
| 권12 | 열전4  | 효소제 6왕 (孝昭六王)    | 낙평왕 백년(樂陵王 百年), 여남왕 언리(汝南王 彦理), 시평왕 언덕(始平王 彦德), 성양왕 언기(城陽王 彦基), 정양왕 언강(定陽王 彦康), 여양왕 언충(汝陽王 彦忠) |      |
| 권12 | 열전4  | 무성제 12왕 (武成十二王) | 남양왕 작(南陽王 綽), 낭야왕 엄(琅邪王 儼), 제안왕 곽(齊安王 廓), 북평왕 정(北平王 貞), 고평왕 인영(高平王 仁英), 회남왕 인광(淮南王 仁光), 서하왕 인기(西河王 仁幾), 낙평왕 인옹(樂平王 仁邕), 영천왕 인검(潁川王 仁儉), 낙안왕 인아(安樂王 仁雅), 단양왕 인직(丹陽王 仁直), 동해왕 인겸(東海王 仁謙)       |      |
| 권12 | 열전4  | 후주 5남 (後主五男)      | 유주 항(幼主 恒), 동평왕 각(東平王 恪), 고선덕(高善德), 고매덕(高買德), 고질전(高質錢) |      |
| 권13 | 열전5  |                          | 조군정소왕 침(趙郡貞昭王 琛), 조군왕 예(趙郡王 叡), 청하왕 악(淸河王 岳), 낙안왕 매(樂安王 勱) |      |
| 권14 | 열전6  |                          | 광평공 성(廣平公 盛), 양주공 영락(陽州公 永樂), 광무왕 장필(廣武王 長弼), 양락왕 현국(襄樂王 顯國), 상락왕 사종(上洛王 思宗), 고원해(高元海), 남안왕 사호(南安王 思好), 평진왕 귀언(平秦王 歸彦), 무흥왕 보(武興王 普), 장락태수 영산(長樂太守 靈山), 건국후 복호(建國侯 伏護)                               |      |
| 권15 | 열전7  |                          | 두태(竇泰), 위경(尉景), 누소(婁昭), 누예(婁叡), 사적간(厙狄干), 사사문(厙士文), 한궤(韓軌), 반악(潘樂) |      |
| 권16 | 열전8  |                          | 단영(段榮), 단소(段韶) |      |
| 권17 | 열전9  |                          | 곡률금(斛律金), 곡룰광(斛律光), 곡률선(斛律羨) |      |
| 권18 | 열전10 |                          | 손등(孫騰), 고융지(高隆之), 사마자여(司馬子如) |      |
| 권19 | 열전11 |                          | 하발윤(賀拔允), 채준(蔡儁), 한현(韓賢), 위장명(尉長命), 왕회(王懷), 유귀(劉貴), 임연경(任延敬), 막다(莫多), 누대문(婁貸文), 고시귀(高市貴), 사적회락(厙狄迴洛), 사적성(厙狄盛), 설고연(薛孤延), 장보락(張保洛), 후막진상(侯莫陳相)                                                                           |      |
| 권20 | 열전12 |                          | 장경(張瓊), 곡률강(斛律羌), 요웅(堯雄), 송현(宋顯), 왕칙(王則), 모용소종(慕容紹宗), 설수의(薛脩義), 질렬평(叱列平), 보대한살(步大汗薩), 모용엄(慕容儼) |      |
| 권21 | 열전13 |                          | 고건(高乾), 봉융지(封隆之) |      |
| 권22 | 열전14 |                          | 이원충(李元忠), 이밀(李密), 이경유(李景遺), 노문위(盧文偉), 노순조(盧詢祖), 노인용(盧人勇), 이의심(李義深) |      |
| 권23 | 열전15 |                          | 위난근(魏蘭根), 최전(崔悛) |      |
| 권24 | 열전16 |                          | 손건(孫搴), 진원강(陳元康), 두필(杜弼) |      |
| 권25 | 열전17 |                          | 장찬(張纂), 장량(張亮), 장요(張耀), 조기(趙起), 서원(徐遠), 왕준(王峻), 왕굉(王紘) |      |
| 권26 | 열전18 |                          | 설숙(薛琡), 경현준(敬顯儁), 평감(平鑒) |      |
| 권27 | 열전19 |                          | 만사보(萬俟普), 유풍(劉豊), 파륙한상(破六韓常), 김조(金祚), 위자찬(韋子粲) |      |
| 권28 | 열전20 |                          | 원탄(元坦), 원빈(元斌), 원효우(元孝友), 원휘업(元暉業), 원필(元弼), 원소(元韶) |      |
| 권29 | 열전21 |                          | 이혼(李渾), 이담(李湛), 이회(李繪), 이공서(李公緖), 이여(李璵), 이근(李瑾), 이효(李曉), 정술조(鄭述祖), 정원덕(鄭元德) |      |
| 권30 | 열전22 |                          | 최섬(崔暹), 고덕정(高德政), 최앙(崔昻) |      |
| 권31 | 열전23 |                          | 왕흔(王昕), 왕희(王晞) |      |
| 권32 | 열전24 |                          | 육법화(陸法和), 왕림(王琳) |      |
| 권33 | 열전25 |                          | 소명(蕭明), 소지(蕭祗), 소퇴(蕭退), 소방(蕭放), 서지재(徐之才) |      |
| 권34 | 열전26 |                          | 양음(楊愔), 연자헌(燕子獻), 송흠도(宋欽道), 정이(鄭頤) |      |
| 권35 | 열전27 |                          | 배양지(裴讓之), 배추지(裴諏之), 배언지(裴讞之), 이구(李構), 장연지(張宴之), 육앙(陸卬), 왕송년(王松年), 유의(劉禕) |      |
| 권36 | 열전28 |                          | 형소(邢卲) |      |
| 권37 | 열전29 |                          | 위수(魏收) |      |
| 권38 | 열전30 |                          | 신술(辛術), 원문요(元文遙), 조언심(趙彦深) |      |
| 권39 | 열전31 |                          | 최계서(崔季舒), 조정(祖珽) |      |
| 권40 | 열전32 |                          | 위근(尉瑾), 풍자종(馮子琮), 혁련자열(赫連子悅), 당옹(唐邕), 백건(白建) |      |
| 권41 | 열전33 |                          | 폭현(暴顯), 피경화(皮景和), 선우세영(鮮于世榮), 기련맹(綦連猛), 원경안(元景安), 독고영업(獨孤永業), 부복(傅伏), 고보녕(高保寧) |      |
| 권42 | 열전34 |                          | 양비(陽斐), 노잠(盧潛), 최할(崔劼), 노숙무(盧叔武), 양휴지(陽休之), 원율수(袁聿修) |      |
| 권43 | 열전35 |                          | 이치렴(李稚廉), 봉술(封述), 허돈(許惇), 양렬(羊烈), 원표(源彪) |      |
| 권44 | 열전36 | 유림 (儒林)              | 이현(李鉉), 조유(刁柔), 풍위(馮偉), 유화(劉畫), 마경덕(馬敬德), 장경인(張景仁), 권회(權會), 장사백(張思伯), 장조(張雕), 손영휘(孫靈暉), 마자결(馬子結), 석요(石曜) |      |
| 권45 | 열전37 | 문원 (文苑)              | 조홍훈(祖鴻勳), 이광(李廣), 번손(樊遜), 유적(劉逖), 순사손(荀士遜), 안지추(顔之推), 원석(袁奭), 위도손(韋道遜), 강간(江旰), 휴예(眭豫), 주재(朱才), 순중거(荀仲擧), 소각(蕭慤), 고도자(古道子) |      |
| 권46 | 열전38 | 순리 (循吏)              | 장화원(張華原), 송세량(宋世良), 낭기(郎基), 맹업(孟業), 최백겸(崔伯謙), 소경(蘇瓊), 방표(房豹), 노거병(路去病) |      |
| 권47 | 열전39 | 혹리 (酷吏)              | 저진(邸珍), 송유도(宋遊道), 노비(盧斐), 필의운(畢義雲) |      |
| 권48 | 열전40 | 외척 (外戚)              | 조맹(趙猛), 누예(婁叡), 이주문창(爾朱文暢), 이주문략(爾朱文略), 정중례(鄭仲禮), 이조승(李祖升), 이조훈(李祖勳), 원만(元蠻), 호장인(胡長仁) |      |
| 권49 | 열전41 | 방기 (方伎)              | 유오도영(由吾道榮), 왕춘(王春), 신도방(信都芳), 송경업(宋景業), 허준(許遵), 오준세(吳遵世), 조보화(趙輔和), 황보옥(皇甫玉), 해법선(解法選), 위녕(魏寧), 기모회문(綦母懷文), 장자언(張子信), 마사명(馬嗣明)                                                                                                   |      |
| 권50 | 열전42 | 은행 (恩倖)              | 곽수(郭秀), 화사개(和士開), 목제파(穆提婆), 고아나굉(高阿那肱), 한봉(韓鳳), 한보업(韓寶業) |      |